# Фотиново (област Кърджали)
 За другото българско село вижте Фотиново (област Пазарджик).  
Фотиново е село в Южна България. То се намира в община Кирково, област Кърджали.

## География
Село Фотиново се намира в планински район.

## Население
Преброяване на населението през 2011 г.
Численост и дял на етническите групи според преброяването на населението през 2011 г.:
|                     | Численост | Дял (в %) |
| Общо                | 850       | 100,00    |
| Българи             | 3         | 0,35      |
| Турци               | 726       | 85,41     |
| Цигани              | 0         | 0,00      |
| Други               | 0         | 0,00      |
| Не се самоопределят | 5         | 0,58      |
| Неотговорили        | 116       | 13,67     |

## Културни и природни забележителности
- Чатал кая (в превод от турски – „Раздвоената скала“) – мегалитен комплекс, според Ана Радунчева активно ползван още в неолита.